# Ponte (Vila Verde)

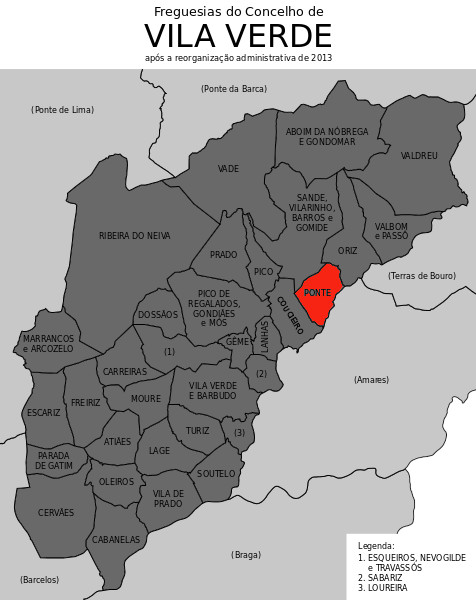
Ponte

Ponte é uma freguesia portuguesa do município de Vila Verde, com 3,22 km² de área e 452 habitantes (censo de 2021). A sua densidade populacional é 140,4 hab./km².

## Demografia
A população registada nos censos foi:
| Distribuição da População por Grupos Etários | Distribuição da População por Grupos Etários | Distribuição da População por Grupos Etários | Distribuição da População por Grupos Etários | Distribuição da População por Grupos Etários |
| -------------------------------------------- | -------------------------------------------- | -------------------------------------------- | -------------------------------------------- | -------------------------------------------- |
| Ano                                          | 0-14 Anos                                    | 15-24 Anos                                   | 25-64 Anos                                   | > 65 Anos                                    |
| 2001                                         | 92                                           | 91                                           | 264                                          | 114                                          |
| 2011                                         | 73                                           | 54                                           | 256                                          | 100                                          |
| 2021                                         | 61                                           | 48                                           | 232                                          | 111                                          |

## História
A freguesia de Ponte São Vicente tem um passado de 3000 anos difícil de resumir em poucas linhas, nasceu por volta de 900 anos A.C, quando se iniciou a construção da citânia de São Julião. Essa citânia pouco depois da conquista romana foi chefiada por Malceino (cuja estátua foi encontrada por acaso, nos anos 80 do século passado, na construção dum caminho). Nessa época a parte baixa da atual freguesia começou a ser ocupada por pelo menos uma quinta (villae romana).

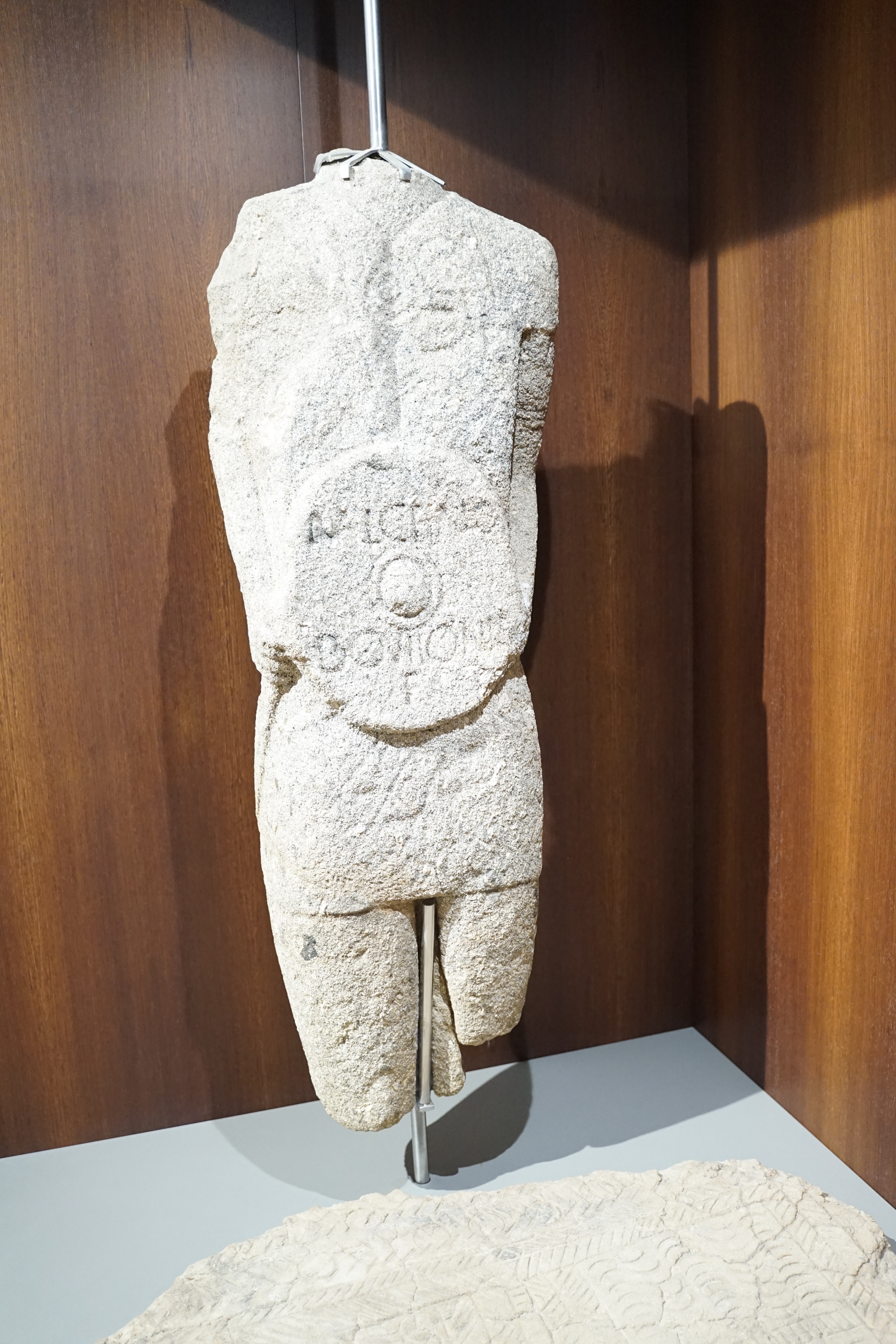
Estátua de Malceino no Museu D. Diogo de Sousa, Braga

No período suevo Séc. VI, a citânia transformou-se em paroquia provavelmente com o nome de Senequino com a construção duma Igreja. Em baixo, a volta da antiga quinta, outras pequenas propriedades nascem pela mão do invasor suevo, transformando-se depois em lugares de Germel e Serém. Em antes de 1089 data do Censual de entre Lima e Ave (censo das paróquias da diocese de Braga, mandado ser feito por D. Pedro, primeiro bispo de Braga depois da reconquista), o lugar da Vila com as duas propriedades periféricas, transformam-se também em  paroquia chamada, São Vicente das Ribas do Homem e a citânia chama-se então Santo Adriano do Monte, essa última paróquia desaparece depois no tempo de D. Sancho I juntando-se a paroquia de São Vicente como, lugar de Crasto.
Depois da reconquista, um dos primeiros senhores conhecidos de São Vicente é D. Egas Gomes Pais de Penegate, terá nascido por volta de 1060, e é  depois da batalha de Pedroso que ele passa a ser  Tenente do que virá a ser o julgado de Bouro, ele é dono da quinta do Lameiro em S. Vicente das Ribas do Homem, quinta que ele dá a sua filha D. Froille Viegas em dote do seu  casamento (de conveniência), com D. Fafe Lux de Lanhoso, alferes do Conde de Portugal, D. Henrique de Borgonha (levou em herdança também entre outras as terras de Rendufe, Bouro, Vila Verde, Loureira).
Eles certamente viveram no Paço de Lanhoso (aldeia dos arredores da Povoa de Lanhoso), e foi aí que nasceu D. Egas Fafias, sendo o segundo filho da família ele herdou só a herdança da mãe e não as terras limítrofes paternais de Lanhoso, por isso depois do seu casamento com D. Urraca Mendes de Souza veio viver para a Quinta do Lameiro e tornou-se o primeiro Senhor do Lameiro (embora a família nunca se chamou Lameiro, pelo lado pejorativo da palavra, más Lanhoso, Teixeira e depois  um ramo chamou-se Sequeiros).
  Gonçalo Viegas, o mais novo dos filhos de Egas Fafias, torne-se um homem de confiança de D. Afonso Henriques e será, em 1171 alcaide de Lisboa (comandante militar da praça de Lisboa), depois em 1173 Fronteiro (governador militar) da Estremadura e mordomo da infanta D. Teresa  em Março de 1175. Enfim entre 1175-1176, ele é nomeado primeiro grão mestre da Ordem de São Bento de Avis, inicialmente chamada milícia de Évora, com o objetivo de defender Évora dos Mouros. Ele morre em combate em 18 de Julho de 1195 na batalha de Alarcos (Espanha) contra esses mesmos Mouros. No entanto apesar da sua morte, a quinta do Lameiro de Egas Fafias, honrada por D. Afonso I, ficou ainda durante alguns séculos ligada intimamente a ordem de Avis, porque de pelo menos de 1187 (citada na bula papal, Quoties a nobis petítur, de Gregório VIII) até a incorporação dos bens das ordens militares aos bens do estado, em 1834, e a extinção das respetivas comendas, o lugar do Lameiro, será a sede da mais antiga comenda da Ordem Militar de Avis, morada dos Comendadores que geriram as terras doadas à Ordem no norte de Portugal (a norte do Douro). Embora essa comenda chamava-se Comenda de Oriz ela estava “hospedada” no Paço de Egas Fafias para depois ocupar umas construções novas anexas, hoje em ruína
Foi com ajuda dos Fafias que uma nova Igreja é construída por volta de 1150 dedicada sempre a S. Vicente, más também a Nossa Senhora da Conceição (daí essa velha ladainha "Entre São Pedro Fins e São Julião está a imagem da Nossa Sra da Conceição"), e é essa Igreja que fica com a propriedade duma parte da antiga quinta romana facto confirmado em 1220 pelas Inquirições de D. Afonso II que indiquem também que a freguesia de São Vicente de Coucieiro, faz parte do julgado de Bouro, terras dos Fafias. Em 1258 nas inquirições de Afonso III a freguesia  chamada só de São Vicente já faz parte do julgado de Regalados, e o Senhor de Crasto (antiga paroquia se Santo Adriano) é Pelágio Aires. Foi também nessa altura que foi construída a ponte de Rodas sobre o rio Homem, facto que deve ser ligado a importância da Comenda de Avis, a única a norte do país.

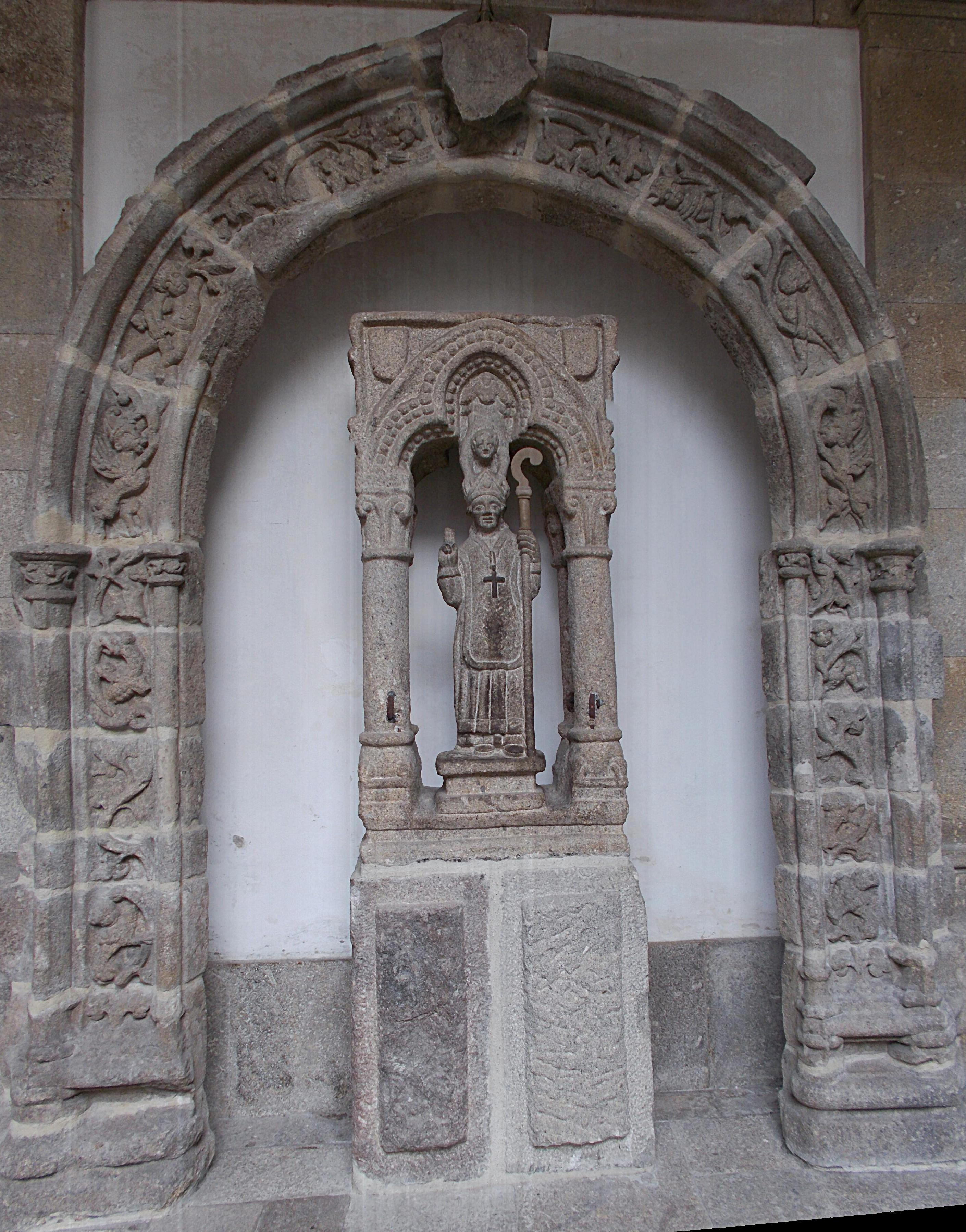
Portal da antiga Igreja de São Vicente, no claustro da Sé de Braga

Também um pouco em antes de 1258, o bisneto de Egas Fafias, Estêvão Hermigues Teixeira, saia do lugar do Lameiro para viver numa casa comprada no lugar de Pitães, Caldelas (Amares), em antes de construir um novo paço em São Vicente no lugar hoje homónimo. Este novo paço, é abandonado pouco depois, pelo seu filho mais novo, Rodrigo de Sequeiros, que herdou a quinta do Lameiro que ele rebatizou de Sequeiros, más que casou para Valença (a quinta incluía parte de São Vicente, e quase toda a freguesia de Sequeiros, menos o lugar de Ramalha (ver inquirição de Sequeiros de 1258), e certamente grande parte de Oriz).

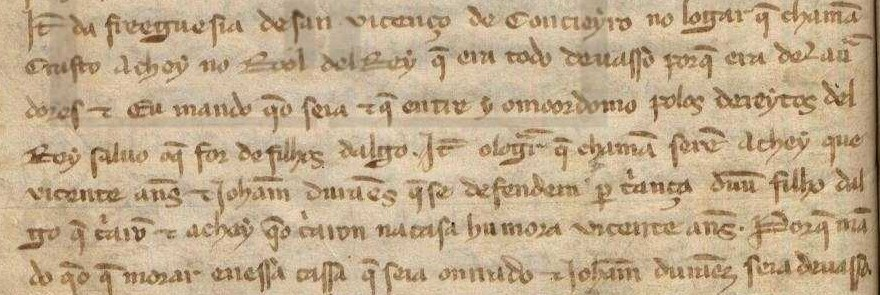
Inquirição de D. Dinis, da freguesia de São Vicente de Coucieiro (1288).
Também da freguesia de São Vicente de Coucieiro, no lugar que chamam Crasto, achei no rol del Rei que era todo devasso, porque era de lavradores. Eu mando que o será, e que, e entre o mordomo, pelos direitos del Rei, salvo o que for de fidalgos.
Também no lugar que chamam Serem, achei que Vicente Eanes e João Durães que se defendem por cousa dum fidalgo que criaram, e achei que o criaram na casa onde mora Vicente Eanes. Porque mando, que o que morar nessa casa é que será honrado, a de João Durães será devassa.

Em 1513 é concedido por D. Manuel I um foral ao julgado de Regalados.
Pelas inquirições de 1758, sabemos que a freguesia de São Vicente de Regalados é povoada por 379 pessoas em 93 casas repartidas por 21 lugares, freguesia rural ela tem 4 azenhas e 2 lagares de tração animal.
Em Abril de 1842, a freguesia de São Vicente de Regalados, passa a chamar-se São Vicente da Ponte de Caldelas.
Com a reforma liberal, por volta de 1844 as terras da Igreja de São Vicente são vendidas assim como a residência do padre da freguesia que ficava no meio das terras. Uma nova residência mais simples sem anexos (palheiro, sequeira, cortes, loja...) é construída no mesmo lugar da Igreja, e o monte maninho fica na posse do município e é aforado  por 600 reis por ano, aos moradores de São Vicente. Nessa altura também os lugares do Assento, das Azenhas, do Cão e de Trobiscosa são extintos.
Em 1855, por decreto de 24 de outubro, é a vez do próprio concelho de Regalados de ser extinto, para formar o novo concelho de Vila Verde. Em 1889 nova mudança de nome, para ficar com o nome mais curto de São Vicente da Ponte. Em 1900 é consagrada a nova Igreja de São Vicente depois da velha Igreja medieval ter ardida. Por volta de 1930 as paredes da Igreja velha são destruídas para construir o murro do cemitério. Enfim depois da revolução de Abril, São Vicente da Ponte passa a ser Ponte São Vicente.

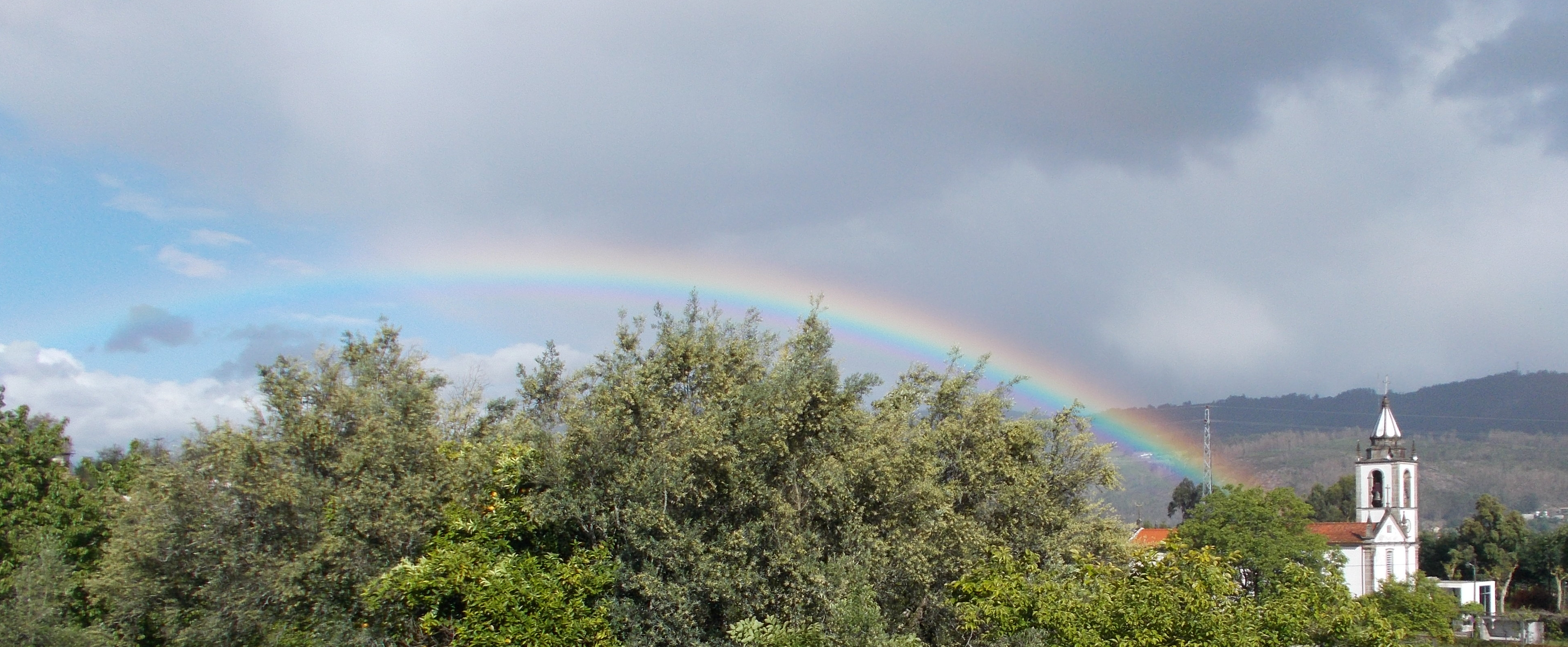
Igreja de São Vicente

## Património
- Ponte de Rodas (classificada como Monumento Nacional, Decreto de 16 de junho de 1910, DG n°136, de 23 de junho de 1910).
- Citânia de São Julião (classificada como Imóvel de Interesse Público, Decreto nº 28/82, DR, 1ª Série, nº 47, de 26 fevereiro 1982).
- Capela de Santo Ovídio, Lugar do Lameiro (antiga capela da Nossa Senhora da Conceição).
- Comenda da Ordem de São Bento de Avis, no Lugar do Lameiro.
- Casa de Gonçalo Viegas , primeiro grão mestre da Ordem Militar de Avis no Lugar do Lameiro
- Capela de São Julião.

## Lugares
- Barrio, Bouça, Burrela, Cabo, Crasto, Fontaíscos, Fonte Goda, Fontelos, Gandra, Germel, Igreja, Lameiro, Paço, Serém, Vila de Baixo e Vila de Cima, (Assento, Azenhas, Cão e Trobiscosa foram extintos em 1844).